# Mistrzostwa Świata w Piłce Siatkowej Mężczyzn 1960
IV Mistrzostwa Świata w Piłce Siatkowej Mężczyzn odbyły się w dniach 28 października-14 listopada 1960 roku w Brazylii w miastach: Rio de Janeiro, Niterói, Resende, Santo André, Santos, São Paulo i Belo Horizonte. Były to pierwsze mistrzostwa świata rozegrane poza Europą.
Mistrzem świata została reprezentacja ZSRR, nie przegrywając w całym turnieju ani jednego meczu. Srebrny medal zdobyła Czechosłowacji, a brązowy medal - Rumunii.

## System rozgrywek
W pierwszej fazie drużyny podzielono na pięć grup eliminacyjnych. W grupach I i V znajdowały się cztery zespoły, natomiast w grupach II, III i IV - trzy. Z każdej grupy dwie najlepsze kwalifikowały się do finału A. Wyniki pierwszej fazy pomiędzy drużynami, które awansowały, były wliczane do finału A. Runda finałowa rozgrywana była systemem kołowym po jednym meczu. Mistrzem świata została drużyna, która zdobyła największą liczbę punktów.

## Drużyny uczestniczące
Do Mistrzostw Świata 1960 nie odbywały się eliminacje. Udział w nich wzięły wszystkie zgłoszone reprezentacje. Do turnieju zgłosiło się siedemnaście zespołów, jednak do rywalizacji przystąpiło czternaście. Reprezentacje Dominikany, Indii i Meksyku wycofały się po wylosowaniu grup eliminacyjnych.

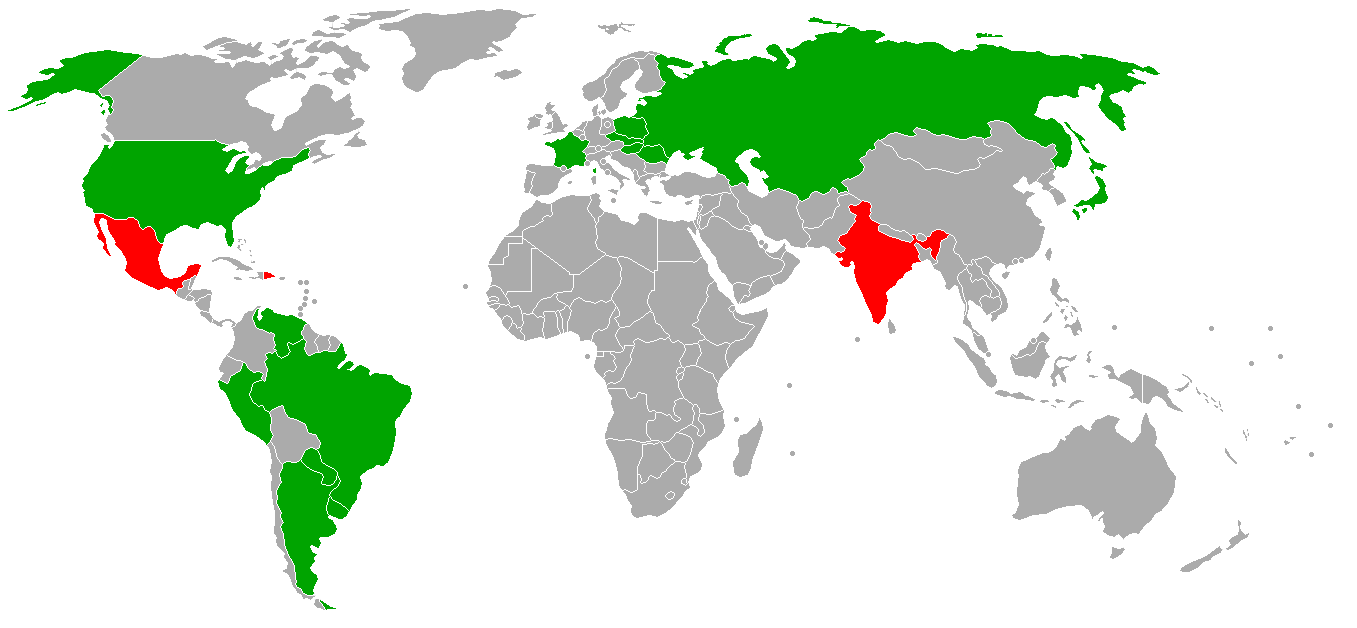
Państwa uczestniczące w mistrzostwach

| Grupa I                          | Grupa II              | Grupa III                      | Grupa IV            | Grupa V                                     |
| -------------------------------- | --------------------- | ------------------------------ | ------------------- | ------------------------------------------- |
| Brazylia Indie Urugwaj Wenezuela | Japonia Paragwaj ZSRR | Argentyna Czechosłowacja Węgry | Peru Polska Rumunia | Dominikana Francja Meksyk Stany Zjednoczone |

## Faza grupowa

### Grupa I
Tabela
| Lp. | Drużyna   | Pkt | Mecze | Mecze | Mecze | Sety | Sety | Sety  | Małe punkty | Małe punkty | Małe punkty |
| Lp. | Drużyna   | Pkt | M     | W     | P     | wyg. | prz. | ratio | zdob.       | str.        | ratio       |
| --- | --------- | --- | ----- | ----- | ----- | ---- | ---- | ----- | ----------- | ----------- | ----------- |
| 1   | Brazylia  | 4   | 2     | 2     | 0     | 6    | 0    | MAX   | 90          | 37          | 2.432       |
| 2   | Wenezuela | 3   | 2     | 1     | 1     | 3    | 4    | 0.750 | 70          | 78          | 0.897       |
| 3   | Urugwaj   | 2   | 2     | 0     | 2     | 1    | 6    | 0.167 | 54          | 99          | 0.545       |

Źródło: the-sports.org
Zasady ustalania kolejności: .
Punktacja: zwycięstwo – 2 pkt; porażka – 1 pkt
Wyniki spotkań
| 30.10.1960 | Wenezuela | 3:1 (15:8, 15:7, 9:15, 15:3) | Urugwaj |

| 30.10.1960 | Brazylia | 3:0 (15:7, 15:5, 15:9) | Urugwaj |

| 31.10.1960 | Brazylia | 3:0 (15:6, 15:4, 15:6) | Wenezuela |

### Grupa II
Tabela
| Lp. | Drużyna  | Pkt | Mecze | Mecze | Mecze | Sety | Sety | Sety  | Małe punkty | Małe punkty | Małe punkty |
| Lp. | Drużyna  | Pkt | M     | W     | P     | wyg. | prz. | ratio | zdob.       | str.        | ratio       |
| --- | -------- | --- | ----- | ----- | ----- | ---- | ---- | ----- | ----------- | ----------- | ----------- |
| 1   | ZSRR     | 4   | 2     | 2     | 0     | 6    | 0    | MAX   | 90          | 34          | 2.647       |
| 2   | Japonia  | 3   | 2     | 1     | 1     | 3    | 4    | 0.750 | 84          | 99          | 0.848       |
| 3   | Paragwaj | 2   | 2     | 0     | 2     | 1    | 6    | 0.167 | 64          | 105         | 0.610       |

Źródło: the-sports.org
Zasady ustalania kolejności: .
Punktacja: zwycięstwo – 2 pkt; porażka – 1 pkt
Wyniki spotkań
| 29.10.1960 | ZSRR | 3:0 (15:2, 15:6, 15:2) | Paragwaj |

| 30.10.1960 | Japonia | 3:0 (19:17, 15:12, 11:15, 15:10) | Paragwaj |

| 31.10.1960 | ZSRR | 3:0 (15:8, 15:9, 15:7) | Japonia |

### Grupa III
Tabela
| Lp. | Drużyna        | Pkt | Mecze | Mecze | Mecze | Sety | Sety | Sety  | Małe punkty | Małe punkty | Małe punkty |
| Lp. | Drużyna        | Pkt | M     | W     | P     | wyg. | prz. | ratio | zdob.       | str.        | ratio       |
| --- | -------------- | --- | ----- | ----- | ----- | ---- | ---- | ----- | ----------- | ----------- | ----------- |
| 1   | Czechosłowacja | 4   | 2     | 2     | 0     | 6    | 1    | 6.000 | 100         | 63          | 1.587       |
| 2   | Węgry          | 3   | 2     | 1     | 1     | 4    | 3    | 1.333 | 90          | 82          | 1.098       |
| 3   | Argentyna      | 2   | 2     | 0     | 2     | 0    | 6    | 0.000 | 47          | 92          | 0.511       |

Źródło: the-sports.org
Zasady ustalania kolejności: .
Punktacja: zwycięstwo – 2 pkt; porażka – 1 pkt
Wyniki spotkań
| 29.10.1960 | Czechosłowacja | 3:0 (15:5, 15:7, 15:8) | Argentyna |

| 30.10.1960 | Węgry | 3:0 (17:15, 15:9, 15:3) | Argentyna |

| 31.10.1960 | Czechosłowacja | 3:1 (15:9, 10:15, 15:13, 15:6) | Węgry |

### Grupa IV
Tabela
| Lp. | Drużyna | Pkt | Mecze | Mecze | Mecze | Sety | Sety | Sety  | Małe punkty | Małe punkty | Małe punkty |
| Lp. | Drużyna | Pkt | M     | W     | P     | wyg. | prz. | ratio | zdob.       | str.        | ratio       |
| --- | ------- | --- | ----- | ----- | ----- | ---- | ---- | ----- | ----------- | ----------- | ----------- |
| 1   | Rumunia | 4   | 2     | 2     | 0     | 6    | 1    | 6.000 | 101         | 43          | 2.349       |
| 2   | Polska  | 3   | 2     | 1     | 1     | 4    | 3    | 1.333 | 87          | 65          | 1.338       |
| 3   | Peru    | 2   | 2     | 0     | 2     | 0    | 6    | 0.000 | 10          | 90          | 0.111       |

Źródło: the-sports.org
Zasady ustalania kolejności: .
Punktacja: zwycięstwo – 2 pkt; porażka – 1 pkt
Wyniki spotkań
| 29.10.1960 | Rumunia | 3:0 (15:0, 15:0, 15:1) | Peru |

| 30.10.1960 | Polska | 3:0 (15:3, 15:1, 15:5) | Peru |

| 31.10.1960 | Rumunia | 3:1 (15:11, 15:7, 11:15, 15:9) | Polska |

### Grupa V
Tabela
| Lp. | Drużyna           | Pkt | Mecze | Mecze | Mecze | Sety | Sety | Sety  | Małe punkty | Małe punkty | Małe punkty |
| Lp. | Drużyna           | Pkt | M     | W     | P     | wyg. | prz. | ratio | zdob.       | str.        | ratio       |
| --- | ----------------- | --- | ----- | ----- | ----- | ---- | ---- | ----- | ----------- | ----------- | ----------- |
| 1   | Stany Zjednoczone | 2   | 1     | 1     | 0     | 3    | 2    | 1.500 | 71          | 58          | 1.224       |
| 2   | Francja           | 1   | 1     | 0     | 1     | 2    | 3    | 0.667 | 58          | 71          | 0.817       |

Źródło: the-sports.org
Zasady ustalania kolejności: .
Punktacja: zwycięstwo – 2 pkt; porażka – 1 pkt
Wyniki spotkań
| 30.10.1960 | Stany Zjednoczone | 3:2 (15:10, 13:15, 13:15, 15:9, 15:9) | Francja |

## Finał B
Tabela
| Lp. | Drużyna   | Pkt | Mecze | Mecze | Mecze | Sety | Sety | Sety  | Małe punkty | Małe punkty | Małe punkty |
| Lp. | Drużyna   | Pkt | M     | W     | P     | wyg. | prz. | ratio | zdob.       | str.        | ratio       |
| --- | --------- | --- | ----- | ----- | ----- | ---- | ---- | ----- | ----------- | ----------- | ----------- |
| 1   | Argentyna | 6   | 3     | 3     | 0     | 9    | 5    | 1.800 | 195         | 166         | 1.175       |
| 2   | Paragwaj  | 5   | 3     | 2     | 1     | 8    | 4    | 2.000 | 165         | 134         | 1.231       |
| 1   | Urugwaj   | 4   | 3     | 1     | 2     | 6    | 6    | 1.000 | 150         | 144         | 1.042       |
| 2   | Peru      | 3   | 3     | 0     | 3     | 1    | 9    | 0.111 | 84          | 150         | 0.560       |

Źródło: the-sports.org
Zasady ustalania kolejności: .
Punktacja: zwycięstwo – 2 pkt; porażka – 1 pkt
Wyniki spotkań
| 06.11.1960 | Argentyna | 3:2 7:15, 15:9, 15:13, 14:16, 15:10 | Urugwaj |

| 06.11.1960 | Paragwaj | 3:0 15:8, 15:5, 15:10 | Peru |

| 08.11.1960 | Argentyna | 3:2 9:15, 17:15, 13:15, 15:10, 15:8 | Paragwaj |

| 08.11.1960 | Urugwaj | 3:0 15:8, 15:3, 15:10 | Peru |

| 09.11.1960 | Argentyna | 3:1 15:6, 15:12, 15:10, 15:12 | Peru |

| 09.11.1960 | Paragwaj | 3:1 15:10, 12:15, 15:9, 15:8 | Urugwaj |

## Finał A
Tabela
| Lp. | Drużyna           | Pkt | Mecze | Mecze | Mecze | Sety | Sety | Sety  | Małe punkty | Małe punkty | Małe punkty |
| Lp. | Drużyna           | Pkt | M     | W     | P     | wyg. | prz. | ratio | zdob.       | str.        | ratio       |
| --- | ----------------- | --- | ----- | ----- | ----- | ---- | ---- | ----- | ----------- | ----------- | ----------- |
| 1   | ZSRR              | 18  | 9     | 9     | 0     | 27   | 5    | 5.400 | 464         | 324         | 1.432       |
| 2   | Czechosłowacja    | 17  | 9     | 8     | 1     | 24   | 7    | 3.429 | 435         | 302         | 1.440       |
| 3   | Rumunia           | 16  | 9     | 7     | 2     | 24   | 10   | 2.400 | 472         | 339         | 1.392       |
| 4   | Polska            | 15  | 9     | 6     | 3     | 21   | 14   | 1.500 | 458         | 399         | 1.148       |
| 5   | Brazylia          | 13  | 9     | 4     | 5     | 18   | 17   | 1.059 | 448         | 423         | 1.059       |
| 6   | Węgry             | 13  | 9     | 4     | 5     | 18   | 17   | 1.059 | 408         | 431         | 0.947       |
| 7   | Stany Zjednoczone | 13  | 9     | 4     | 5     | 16   | 20   | 0.800 | 418         | 444         | 0.941       |
| 8   | Japonia           | 11  | 9     | 2     | 7     | 8    | 21   | 0.381 | 320         | 378         | 0.847       |
| 9   | Francja           | 10  | 9     | 1     | 8     | 6    | 24   | 0.250 | 298         | 433         | 0.688       |
| 10  | Wenezuela         | 9   | 9     | 0     | 9     | 0    | 27   | 0.000 | 159         | 407         | 0.391       |

Źródło: the-sports.org
Zasady ustalania kolejności: .
Punktacja: zwycięstwo – 2 pkt; porażka – 1 pkt
Wyniki spotkań
| 03.11.1960 | ZSRR | 3:0 (15:7, 15:13, 16:14) | Stany Zjednoczone |

| 04.11.1960 | Węgry | 3:0 (15:7, 15:4, 15:8) | Wenezuela |

| 04.11.1960 | Rumunia | 3:0 (15:7, 15:9, 15:3) | Japonia |

| 04.11.1960 | Brazylia | 3:0 (15:10, 15:6, 15:9) | Francja |

| 04.11.1960 | Czechosłowacja | 3:1 (13:15, 15:10, 15:10, 15:13) | Polska |

| 05.11.1960 | ZSRR | 3:1 (15:4, 15:11, 15:2) | Wenezuela |

| 05.11.1960 | Polska | 3:1 (15:12, 15:3, 9:15, 15:10) | Węgry |

| 05.11.1960 | Czechosłowacja | 3:0 (15:13, 15:11, 15:9) | Japonia |

| 05.11.1960 | Rumunia | 3:1 (10:15, 15:11, 15:13, 15:9) | Brazylia |

| 06.11.1960 | Polska | 3:1 (15:5, 11:15, 15:8, 15:9) | Japonia |

| 06.11.1960 | Czechosłowacja | 3:0 (15:13, 15:8, 15:6) | Brazylia |

| 06.11.1960 | Rumunia | 3:1 (9:15, 15:6, 15:5, 15:6) | Stany Zjednoczone |

| 06.11.1960 | Francja | 3:0 (15:13, 15:4, 17:15) | Wenezuela |

| 06.11.1960 | ZSRR | 3:1 (15:10, 11:15, 15:13, 15:7) | Węgry |

| 07.11.1960 | ZSRR | 3:1 (7:15, 15:4, 15:8, 15:11) | Polska |

| 07.11.1960 | Węgry | 3:0 (15:9, 15:8, 15:7) | Francja |

| 07.11.1960 | Rumunia | 3:0 (15:11, 15:1, 15:4) | Wenezuela |

| 07.11.1960 | Czechosłowacja | 3:0 (15:9, 15:8, 15:0) | Stany Zjednoczone |

| 07.11.1960 | Brazylia | 3:0 (15:10, 15:8, 16:14) | Japonia |

| 09.11.1960 | ZSRR | 3:1 (15:11, 14:16, 15:2, 15:8) | Francja |

| 09.11.1960 | Czechosłowacja | 3:0 (15:6, 15:2, 15:0) | Wenezuela |

| 09.11.1960 | Polska | 3:2 (15:8, 19:21, 15:3, 11:15, 15:11) | Brazylia |

| 09.11.1960 | Stany Zjednoczone | 3:1 (12:15, 15:12, 15:10, 15:12) | Japonia |

| 09.11.1960 | Rumunia | 3:1 (13:15, 15:5, 15:6, 15:6) | Węgry |

| 10.11.1960 | Japonia | 3:0 (15:3, 15:4, 15:3) | Wenezuela |

| 10.11.1960 | Polska | 3:0 (15:13, 15:13, 15:9) | Francja |

| 10.11.1960 | Stany Zjednoczone | 3:2 (8:15, 15:12, 15:6, 4:15, 15:9) | Brazylia |

| 10.11.1960 | ZSRR | 3:1 (15:13, 16:14, 10:15, 15:11) | Rumunia |

| 11.11.1960 | Rumunia | 3:0 (15:5, 15:9, 15:9) | Francja |

| 11.11.1960 | Polska | 3:1 (15:12, 15:10, 10:15, 15:10) | Stany Zjednoczone |

| 11.11.1960 | Węgry | 3:0 (15:12, 15:13, 15:10) | Japonia |

| 11.11.1960 | ZSRR | 3:0 (15:12, 15:10, 15:4) | Czechosłowacja |

| 12.11.1960 | Czechosłowacja | 3:0 (15:8, 15:8, 15:4) | Francja |

| 12.11.1960 | Brazylia | 3:2 (15:8, 14:16, 13:15, 15:11, 15:8) | Węgry |

| 12.11.1960 | Stany Zjednoczone | 3:0 (15:8, 15:6, 15:11) | Wenezuela |

| 13.11.1960 | Japonia | 3:0 (16:14, 15:6, 15:9) | Francja |

| 13.11.1960 | Węgry | 3:2 (15:11, 3:15, 7:15, 15:4, 15:13) | Stany Zjednoczone |

| 13.11.1960 | Polska | 3:0 (15:2, 15:10, 15:4) | Wenezuela |

| 14.11.1960 | ZSRR | 3:1 (15:9, 13:15, 17:15, 15:11) | Brazylia |

| 14.11.1960 | Czechosłowacja | 3:2 (15:6, 11:15, 15:12, 15:17, 15:11) | Rumunia |

## Klasyfikacja końcowa
| Miejsce | Reprezentacja     |
| ------- | ----------------- |
| złoto   | ZSRR              |
| srebro  | Czechosłowacja    |
| brąz    | Rumunia           |
| 4       | Polska            |
| 5       | Brazylia          |
| 6       | Węgry             |
| 7       | Stany Zjednoczone |
| 8       | Japonia           |
| 9       | Francja           |
| 10      | Wenezuela         |
| 11      | Argentyna         |
| 12      | Paragwaj          |
| 13      | Urugwaj           |
| 14      | Peru              |